# Virginia Hesse
Pour les articles homonymes, voir Hesse.
Virginia Hesse (née en 1944) est une fonctionnaire et diplomate ghanéenne. Elle est l'ambassadrice du Ghana en République tchèque,. Elle a passé toute sa carrière professionnelle dans la fonction publique ghanéenne. 

## Biographie
Originaire d'Osu, Accra (en), Virginie Hesse est membre de la notable famille Hesse (en). Son frère, Lebrecht Wilhelm Fifi Hesse (en) (1934 - 2000) a été le premier boursier Rhodes africain noir, double directeur général de la Ghana Broadcasting Corporation et membre de la Commission des services publics du Ghana,,,,. Son autre frère, Christian Hesse a été ambassadeur du Ghana auprès de l'Union soviétique puis en Russie dans les années 1980 et 90. 
Elle est diplômée de l'université du Ghana, à Legon et a travaillé au Ministère du commerce et de l'industrie (en) à Accra, en tant que responsable commerciale. Elle a prêté serment en tant qu'ambassadrice ghanéenne en République tchèque, avec quatre autres envoyés, le 2 août 2017 par Nana Akufo-Addo ; le président du Ghana,. Elle est presbytérienne et membre de l'église presbytérienne d'Ebenezer, à Osu . 